# Arctosa fusca
Arctosa fusca là một loài nhện trong họ Lycosidae.
Loài này thuộc chi Arctosa. Arctosa fusca được Eugen von Keyserling miêu tả năm 1877.